# Felix Arndt
Felix Arndt (20 mei 1889 – 16 oktober 1918) was een Amerikaanse componist en pianist.  Zijn moeder was een hertogin die verwant was met Napoleon III.
Arndt leefde in New York en componeerde voornamelijk muziek voor de vaudeville-artiesten Jack Norworth en Nora Bayes. Hij heeft meer dan 3000 muziekstukken gemaakt op papierrol voor pianola. Deze stukken werden uitgegeven door de firma's Duo-Art en QRS Records.  
Een van zijn bekendste werken is "Nola", een compositie uit 1915 die hij schreef voor zijn verloofde (en latere vrouw) Nola Locke. Arndt werd ook gezien als een van de eerste componisten van het "Novelty piano"-genre.  
Arndt stierf toen hij 29 jaar was ten gevolge van de pandemie Spaanse griep.

## Trivia
- Les Paul had in de jaren vijftig een internationale hit met zijn versie van "Nola"
- Enkele nummers van Arndt (waaronder "Desecration Rag" en "An Operatic Nightmare") zijn gedeeltelijk verwerkt in het spel Pooyan.

- Bibsys: 13031951
- Biblioteca Nacional de España: XX1461015
- Bibliothèque nationale de France: cb13999614h (data)
- Gemeinsame Normdatei: 142917664
- International Standard Name Identifier: 0000 0001 0719 3173
- Library of Congress Control Number: n82063875
- MusicBrainz: 9f3de31e-10bd-404e-a449-a9ee575e0741
- Bibliotheek van het Japanse parlement: 001306917
- Nationale Bibliotheek van Tsjechië: mzk2012690329
- Nationale bibliotheek van Australië: 35461248
- Nationale Bibliotheek van Polen: a0000002675232
- Nederlandse Thesaurus van Auteursnamen: 25371186X
- Istituto Centrale per il Catalogo Unico: DDSV015199
- SNAC: w6r53k10
- Système universitaire de documentation: 158303830
- Trove: 961115
- Virtual International Authority File: 106990277
- WorldCat: E39PBJyxhqHtxVq4qbfghpxMT3